# Алжезур (река)
Алжезу́р (порт. Ribeira de Aljezur, Ribeira da Cerca) — река в Алгарви на юге Португалии.
Длина реки составляет 33,7 км.
Берёт начало на высоте 698 м над уровнем моря на склонах гор Серра-ди-Моншики, течёт на запад по территории муниципалитетов Моншики и Алжезур в округе Фару. После пересечения посёлка Алжезур впадает в Атлантический океан.